# MTV Movie Award all'attrice più attraente
L'MTV Movie Award per l'attrice più attraente (MTV Movie Award for Most Desirable Female) è un premio cinematografico statunitense assegnato annualmente dal 1992 al 1996. 
È stato eliminato probabilmente perché di fatto tendeva a coincidere con il premio per la migliore performance femminile.

## Vincitori e candidati
I vincitori sono indicati in grassetto, a seguire gli altri candidati.

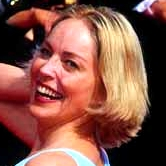
Sharon Stone è stata eletta Attrice più attraente agli MTV Movie Awards 1993, e ha ricevuto la stessa nomination altri due anni.

- 1992: Linda Hamilton - Terminator 2 - Il giorno del giudizio (Terminator 2: Judgment Day)
  - Christina Applegate - Non dite a mamma che la babysitter è morta (Don't Tell Mom the Babysitter's Dead)
  - Kim Basinger - Analisi finale (Final Analysis)
  - Tia Carrere - Fusi di testa (Wayne's World)
  - Julia Roberts - Scelta d'amore - La storia di Hilary e Victor (Dying Young)

- 1993: Sharon Stone - Basic Instinct
  - Kim Basinger - Fuga dal mondo dei sogni (Cool World)
  - Halle Berry - Boomerang
  - Madonna - Body of Evidence - Corpo del reato (Body of Evidence)
  - Michelle Pfeiffer - Batman - Il ritorno (Batman Returns)

- 1994: Janet Jackson - Poetic Justice
  - Kim Basinger - Getaway (The Getaway)
  - Demi Moore - Proposta indecente (Indecent Proposal)
  - Alicia Silverstone - La ragazza della porta accanto (The Crush)
  - Sharon Stone - Sliver

- 1995: Sandra Bullock - Speed
  - Cameron Diaz- The Mask
  - Demi Moore - Rivelazioni (Disclosure)
  - Halle Berry - I Flintstones (The Flinstones)
  - Sharon Stone - Lo specialista (The Specialist)

- 1996: Alicia Silverstone - Ragazze a Beverly Hills (Clueless)
  - Sandra Bullock - Un amore tutto suo (While You Were Sleeping)
  - Nicole Kidman - Batman Forever
  - Demi Moore - Striptease e La lettera scarlatta (The Scarlet Letter)
  - Michelle Pfeiffer - Pensieri pericolosi (Dangerous Minds)